# Ibelin
Ibelin byl ve 12. století hrad a s ním spjaté stejnojmenné panství (francouzsky Seigneurie d'Ibelin) v křižáckém Jeruzalémském království. Ibelin byl sídlem významného šlechtického rodu Ibelinů, který vymizel po pádu Kyperského království v 15. století.

## Hrad
Oblast Ibelinu byla osídlena již od nejstarších dob, Římané ji nazývali lamnia. Hrad byl vybudován roku 1141 mezi Jaffou a Aškelonem, poblíž Montgisardu a Ramly. V té době byl Aškelon stále pod nadvládou fátimovského Egypta a Egypťané každoročně podnikali nájezdy na křižácké državy. Ibelin byl vystavěn za účelem omezit tyto útoky na menší oblast. Hrad byl vybudován z rozkazu krále Fulka z Anjou a měl čtyři věže.

## Ibelinové: první a druhá generace
Ibelinové byl nevýznamný rod relativně nízkého původu, jeho členové se však stali jedněmi z nejvýznamnějších šlechticů v jeruzalémském království a na Kypru. O rodině se tvrdilo, že pochází z Le Puiset, vikomství Chartes, ale to se zdá být jako výmysl z pozdější doby. Zdá se pravděpodobnější, že pocházeli z Pisy v Itálii. Jméno „Barisan“ se vyskytovalo v Toskánsku a Ligurii v souvislosti s rodinou Azzopardi. První známý člen rodu Barisan se roku 1110 stal královským konetáblem v Jaffě. Za odměnu za svou věrnou službu se kolem roku 1122 oženil s Helvisou, dědičkou ramelského panství.

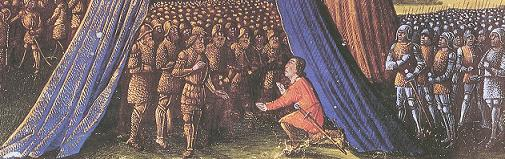
Balian z Ibelinu předává Jeruzalém Saladinovi

Král Fulko daroval Barisanovi roku 1141 hrad Ibelin za jeho loajalitu během pokusu o převrat svého tehdejšího pána Huga II. z Le Puiset, hraběte z Jaffy, z roku 1134. K Ibelinu spadala také část hrabství Jaffy, které bylo králem konfiskováno po neúspěšném pokusu o převrat. Barisan měl s Helvisou pět dětí: Huga, Balduina, Barisana, Ermengardu a Stephanii. Barisan mladší je znám jako Balian. Kromě Ibelinu rodina držela ještě ramelské panství (zděděné po Helvise). Balian dále připojil Panství Nablus, vyženěné na královně vdově Marii Komnenovně. Balian tato území držel až do Saladinova vítězného tažení roku 1187.
Ibelinové zažili své mocenské a politické výsluní pouze během dvou generací. Za okolností, které panovaly v křižáckých státech nebyl jejich vzestup, noblesse nouveau, tak obtížný jako v Evropě. Ve Svaté zemi si Bůh svůj lid povolával k sobě relativně brzy, a to i včetně vysoké šlechty. Takto vzniklé politické vakuum bylo třeba zaplnit, což umožnilo v Evropě nevýznamným a nemajetným rodům zde dosáhnout takového úspěchu.

## Ibelinové ve 13. století
Balianovi potomci stáli mezi nejvýznamnějšími šlechtici Jeruzaléma a Kypru. Balianův nejstarší syn, Jan z Ibelinu byl vůdcem opozice proti římsko-německému císaři Fridrichu II., když se císař pokoušel uplatňovat svou moc nad křižáckými státy. Ibelinové nakrátko získali hrad Ibelin zpět v roce 1241 během šesté křížové výpravy, kdy se oblast opět dostala pod křesťanskou nadvládu. Jan měl mnoho dětí s Melisenou z Arfufu, jmenovitě Baliana, pána z Bejrútu, Balduina, majordoma na Kypru, Jana, pána z Arsufu a komisaře v Jeruzalémě a Guye, komisaře na Kypru. Balian se oženil s Eschivou de Montbéliard, s níž měl syna, Jana II. z Bejrútu, který se oženil s dcerou Guye I. de la Roche, vévody z Athén. Jan z Arsufu měl syna Baliana z Arsufu, který se oženil s Plaisancí z Antiochie. Komisař Guy měl dceru Isabelu, která se provdala za Huga III. krále Kypru.
Druhý syn Baliana z Ibelinu Filip se stal regentem Kypru, když jeho neteř, královna vdova Alice potřebovala s vládou pomoci. S Alicí de Montbéliard měl Filip syna Jana, hraběte z Jaffy a Askalonu, regenta Jeruzaléma a autora Listiny jeruzalémského sněmu, jednoho z nejvýznamnějších dokumentů jeruzalémského království. Jan se oženil s Marií, sestrou Hethuma I. Arménského, krále Malé Arménie.
Několik členů klanu Ibelinů se po dobytí Jeruzaléma Saladinem odebralo do nového Království kyperského, které vzniklo teprve nedávno dobytím ostrova na Byzantské říši anglickým králem Richardem I., většina jich však zůstala na pevnině v království, které se však hroutilo. Nezdá se pravděpodobné, že by některý z Ibelinů odešel jinam, než na Kypr.
Navzdory svému nízkému původu se Ibelinové během 13. století - 15. století stali významní aristokraté také na Kypru, jejichž dcery se vdávaly s mladšími členy kyperské královské rodiny (neboť pro krále a korunní prince se vybíraly vznešenější a mocnější nevěsty z Evropy). Když se však stalo, že se na trůn dostal i mladší princ, dcery Ibelinů se stávaly královnami. Ibelinové se jinak pohybovali v nejvyšších kruzích po boku dalších šlechtických rodů, jako Montfortů, Dampierrů, vévodů Brunswicků, Lusignanů, Montbeliardů a Gibeletů. Nezřídka se také stávalo, že se Ibelinové ženili s dalšími vzdálenějšími Ibeliny, kteří měli vznešené předky, jako třeba Marii Komnenovnu z byzantské císařské rodiny Komnenovců, či byli spřízněni s králi Gruzie, Bulharska, Arménie, Parthie a Sýrie.
Když v 15. století království kyperské padlo, Ibelinové tím ztratili svůj majetek i moc (a rodina tím nejspíš i zanikla) - protože dobové historické prameny se již o Ibelinech přinejmenším nezmiňují.

## Baroni z Ibelinu
- Barisan z Ibelinu (1134–1150)
- Hugo z Ibelinu (1150–1170)

Erb rodu Ibelinů

- Balduin z Ibelinu (zdědil Ibelin v roce 1170, ale ten přešel na Baliana)
- Balian z Ibelinu (1170–1193)
- Jan z Ibelinu (1193–1236)
- Později hrad kontrolovala hrabata z Jaffy a Askalonu

## Rodokmen Ibelinů
- Barisan z Ibelinu († 1152) ∞ Helvis z Ramly
  - Hugo z Ibelinu (asi 1130–1133 – 1169/1171) ∞ Anežka de Courtenay
  - Balduin z Ibelinu (raná 30. léta 12. století – asi 1187 nebo 1186/1188) ∞ 1. Richilda z Bethsanu, 2. Isabella Gothman, 3. Marie z Tripolisu
    - Tomáš, baron z Ramly (před 1175 – asi 1188)
    - Eschiva z Ibelinu ∞ Amaury II. z Lusignanu
      - Bourgogne (1180–1210) ∞ 1. Raymond VI. z Toulouse, 2. Gautier II. de Montfaucon
      - Vít, zemřel mladý
      - Jan, zemřel mladý
      - Hugo I. Kyperský (1194/1195–1218) ∞ Alice ze Champagne
        - Marie z Lusignanu (před 1215 – asi 1252 nebo 1254) ∞ Walter IV. z Brienne
          - Hugo z Brienne (asi 1240–1296) ∞ 1. Isabella z La Roche, 2. Helena Komnene Dukaina
            - Jeanne
            - Marguerite

          - Isabela z Brienne (1306–1360) ∞ Walter III. Enghienský
            - potomci v Enghienu, Království obojí Sicílie, Ferrarském vévodství, Mantovském vévodství atd.

          - Anežka z Brienne ∞ Jan z Joigny
          - Johana z Brienne ∞ Niccolo Sanudo

        - Isabela Kyperská (1216–1264) ∞ Jindřich Antiochijský
          - Hugo III. Kyperský (1235–1284) ∞ Isabela z Ibelinu
            - Jan II. Jeruzalémský († 1285)
            - Bohemond z Lusignanu (asi 1268–1281)
            - Jindřich II. Jeruzalémský (1271–1324) ∞ Konstancie Sicilská
            - Amaury z Tyru († 1310) ∞ Isabela Arménská
              - Hugo z Lusignanu († 1318/1323) ∞ Eschive z Ibelinu
              - Jindřich z Lusignanu († 1323)
              - Vít z Lusignanu († 1344) ∞ 1. Kantakuzene, 2. Theodora Syrgiannaina
                - Isabela z Lusignanu (asi 1333–1382/1387) ∞ Manuel Kantakouzenos

              - Jan z Lusignanu († 1343) ∞ Sultana Gruzínská
                - Bohemond z Lusignanu († 1364)
                - Leo VI. Arménský (nelegitimní) ∞ Markéta ze Soissons
                  - Marie z Lusignanu (asi 1370–1381)
                  - Vít z Lusignanu († 1405) (nelegitimní)
                  - Etienne z Lusignanu (nelegitimní)

                - Bohémond z Lusignanu († 1344) ∞ Eufemie z Neghiru
                  - Bartholemy z Lusignanu († po 1373) (nelegitimní)

                - Anežka (Marie) z Lusignanu († 1309) m. Levon III. Arménský

              - Marie z Lusignanu (1273–1322) ∞ Jakub II. Aragonský
              - Aimery z Lusignanu (1274/1280–1316)
              - Vít z Lusignanu (1275/1280–1303) ∞ Eschiva z Ibelinu (1253–1312)
                - Hugo IV. Kyperský (asi 1295–1359) ∞ 1. Marie z Ibelinu, 2. Alix z Ibelinu
                  - Vít z Lusignanu (asi 1316–1343) ∞ Marie de Bourbon
                    - Hugo z Lusignanu (1335–1385/1386) ∞ Marie z Morphou

                  - Eschiva z Lusignanu (asi 1323–1363) ∞ Fernando Mallorský
                  - Petr I. Kyperský (1328–1369) ∞ 1. Eschive de Montfort, 2. Leonor de Gandia
                    - Petr II. Kyperský (asi 1357–1382) ∞ Valentina Viscontiová
                    - Markéta nebo Marie z Lusignanu (asi 1360 – asi 1397) ∞ Jakub z Lusignanu
                    - Eschiva z Lusignanu († před 1369)

                  - Jan z Lusignanu (asi 1329–1375) ∞ 1. Konstancie Sicilská, 2. Alice z Ibelinu
                    - Jakub z Lusignanu († 1395/1397) ∞ Markéta nebo Marie z Lusignanu
                      - Jan z Lusignanu († 1428/1432)
                      - Petr z Lusignanu († 1451) ∞ Isabela z Lusignanu
                        - Phoebus z Lusignanu (nelegitimní)

                      - Eleonora z Lusignanu († asi 1414) ∞ Jindřich z Lusignanu
                      - Loysia z Lusignanu ∞ Eudes z Lusignanu

                  - Jakub I. Kyperský (1334–1398) ∞ Helvisa Brunšvicko-Grubenhagenská
                    - Janus Kyperský (1375–1432) ∞ 1. Anglesia Viscontiová, 2. Šarlota z Bourbon-La Marche
                      - Jan II. Kyperský (1418–1458) ∞ 1. Amadea Palaiologina z Montferratu, 2. Helene Palaiologina
                        - Šarlota Kyperská (1442/1443–1487) ∞ 1. Jan Portugalský, 2. Ludvík Savojský, hrabě ženevský
                        - Cleopha z Lusignanu

                      - Jakub z Lusignanu († asi 1426)
                      - Anna z Lusignanu (asi 1415/1419–1462) ∞ Ludvík Savojský
                        - potomci v Savojském vévodství

                      - Marie z Lusignanu († 1437)
                      - Aloysius z Lusignanu (1408–1421) (nelegitimní)
                      - Vít z Lusignanu († po 1433) (nelegitimní) ∞ Isabelle Babinová
                        - Jacqua z Lusignanu (* 1432)
                        - Eleonora z Lusignanu (* 1433)

                      - neznámá dcera ∞ Garceran Suarez de los Cernadilla

                    - Filip z Lusignanu († asi 1430)
                      - Lancelot z Lusignanu († po 1450)

                    - Jindřich z Lusignanu († 1427) ∞ Eleonora z Lusignanu
                    - Eudes z Lusignanu († 1421) ∞ Loysia z Lusignanu
                    - Hugo Lancelot z Lusignanu († 1442)
                    - Vít z Lusignanu
                    - neznámá dcera († 1374)
                    - Jakub z Lusignanu († asi 1397)
                    - Eschiva z Lusignanu († po 1406) ∞ Sclavus von Asperg
                    - Marie z Lusignanu (1381–1404) ∞ Ladislav Neapolský
                    - Anežka z Lusignanu (asi 1382–1459)
                    - Isabela z Lusignanu ∞ Petr z Lusignanu

                  - Tomáš z Lusignanu († 1340)
                  - Petr z Lusignanu († 1353)
                  - Markéta z Lusignanu ∞ Gautier z Dampierre

                - Isabela z Lusignanu (1296/1300 – po 1340) ∞ Eudes z Dampierre

              - Markéta z Lusignanu (asi 1276–1296) ∞ Thoros III. Arménský
                - Levon III. Arménský (asi 1287–1307) ∞ Anežka z Lusignanu

              - Alice z Lusignanu (1277/1280–1324) ∞ Balian z Ibelinu
              - Helvisa z Lusignanu († 1324) ∞ Hethum II. Arménský
              - Isabela z Lusignanu (asi 1280–1319) ∞ 1. Konstantin z Neghiru, 2. Ošin Arménský

        - Jindřich I. Kyperský (1217–1253) ∞ 1. Alix z Montferratu, 2. Štěpánka z Lampronu, 3. Plaisance z Antiochie
          - Hugo II. Kyperský (1252/1253–1267)

        - Helvisa z Lusignanu ∞ Raymonda-Roupena z Antiochie
          - Marie z Antiochie (1215 – ?) ∞ Filip z Montfortu
            - Jan z Montfortu († 1283) ∞ Markéta z Lusignanu
            - Humphrey z Montfortu († 1284) ∞ Eschiva z Ibelinu
              - Amaury z Montfortu († 1304)
              - Rupen z Montfortu († 1313)
              - syn
              - Alix nebo Helvisa, žijící v roce 1295

            - Alix, žijící v roce 1282 a v roce 1295
            - Helvisa, žijící v roce 1282 a v roce 1295

        - Alix, zemřela mladá

    - Štěpánia z Ibelinu ∞ Amalric z Nablusu

  - Balian z Ibelinu (raná 40. léta 12. století – 1193) ∞ Marie Komnenovna
    - Helvisa z Ibelinu ∞ 1. Reginald ze Sidonu, 2. Vít z Montfortu
      - Anežka ∞ Ralf z Tiberiasu
      - Fenie (Eufemie) ∞ Eudes z Tiberiasu
      - Balian († 1241) ∞ Markéta z Brienne
        - Julian Grenier († 1275) ∞ Eufemie Arménská
          - Balian II. Grenier († 1277)
          - Jan († 1289)
          - Markéta ∞ Vít II. Embriaco

      - Filip z Montfortu

    - Jan z Ibelinu (asi 1179–1236) ∞ 1. Helvisa z Nefinu, 2. Melisenda z Arsufu
      - Balian Bejrútský († 1247) ∞ Eschiva z Montbéliardu
        - Jan II. Bejrútský († 1264) ∞ Alice de la Roche
          - Isabela z Ibelinu (1252–1282) ∞ 1. Hugo II. Kyperský, 2. Haymo Letrange, 3. Nicholas Laleman, 4. Guillaume Berlais
          - Eschiva z Ibelinu (1253–1312) ∞ 1. Humphrey z Montfortu, 2. Vít z Lusignanu
            - Amaury z Montfortu († 1304)
            - Rupen z Montfortu († 1313)
            - Alix z Montfortu
            - Helvisa z Montfortu
            - Hugo IV. Kyperský (asi 1295–1359) ∞ 1. Marie z Ibelinu, 2. Alice z Ibelinu (viz výše)
            - Isabela z Lusignanu (1298–1330) ∞ Eudes z Dampierre

      - Jan z Arsufu (asi 1211–1258) ∞ Alice z Haify
        - Balian z Arsufu (1239–1277) ∞ 1. Plaisance z Antiochie, bez potomků 2. asi 1261 Lucie z Chenechy
          - Jan, titulární pán z Arsufu (1277–1309) ∞ po 1300 Isabela z Ibelinu, dcera kyperského senešala Baliana
            - Vít z Ibelinu
            - Balian z Ibelinu († asi 1338) ∞ asi 1320 Markéta z Ibelinu
              - Filip z Ibelinu, († 1374/6) ∞ 1. Eschiva z Dampierre 2. 1355 Alice Mallorská († 1376), dcera Ferdinanda Mallorského
              - Vít z Ibelinu († 1367)
              - Tomáš z Ibelinu († 1361)
              - Jan z Ibelinu
              - Marie z Ibelinu († po 1357) † 1. asi 1340 Hugo z Dampierre-sur-Salon 2. asi 1349 Jan z Ibelinu († 1357)
              - Simone z Ibelinu († 1350) ∞ 1. asi 1355 Balduin z Nores 2. Jan Babin
              - Markéta z Ibelinu († 1353) ∞ Balian z Ibelinu

            - Markéta z Ibelinu ∞ asi 1323 Balian z Ibelinu
            - Lucie z Ibelinu ∞ 1. asi 1332 Baldwin z Milmars 2. asi 1334 Raymond du Four
            - Alice z Ibelinu

          - Jana z Ibelinu ∞ Balduin z Morfu
          - Nicole z Ibelinu († asi 1300) ∞ Thibaut z Bessanu
          - Ermeline z Ibelinu

      - Hugo z Ibelinu (1213–1238)
      - Balduin z Ibelinu († 1266) ∞ Alix z Bethsanu
        - Jan ∞ Isabelle Rivetová
          - Balduin ∞ Marguerite de Giblet
            - Isabela († 1315) ∞ její bratranec Vít (1286–1308) (viz níže)
              - Alix († po 1386) ∞ Hugo IV. Kyperský (viz níže)

          - Walter

        - Filip z Ibelinu († 1304), kyperský senešal
        - Vít ∞ Marie Arménské
        - Balian ∞ Marguerite Visconte
        - Hugo († 1315)
        - Melisende, zemřela mladá

      - Vít z Ibelinu ∞ Philippa Berlaisová
        - Balduin, jeruzalémský bailli
        - Jan († 1277)
        - Aimery
        - Balian (1240–1302) ∞ Alice de Lampron
          - Vít ∞ jeho sestřenice Isabela (viz výše)
            - Alix († po 1386) ∞ Hugo IV. Kyperský (viz výše)

        - Filip z Ibelinu (1253–1318) ∞ 1. asi 1280 Marie, dcera Vahrana z Hamousse a Marie z Ibelinu, bez potomků; 2. asi 1295 Marie z Gibletu († 1331)
          - Jan z Ibelinu (* 1302, † po 1317)
          - Vít z Ibelinu († asi 1360) ∞ asi 1319 Markéta z Ibelinu
            - Jan z Ibelinu
            - Alice z Ibelinu († 1373) ∞ asi 1350 Jan z Lusignanu († 1375)
            - Markéta z Ibelinu

          - Balian z Ibelinu († 1349) ∞ asi 1323 Markéta z Ibelinu
          - Isabela z Ibelinu, (* 1300, † po 1342) ∞ 1. 1316 Fernando Mallorský († 1316); 2. asi 1320 Hugo z Ibelinu
          - Helvisa z Ibelinu (* 1307, † po 1347) ∞ 1330 Jindřich II. Brunšvicko-Grubenhagenský († 1351)

        - Isabela z Ibelinu (1241–1324) ∞ Hugo III. Kyperský (viz výše)
        - Alice ∞ Eudes z Dampierre sur Salon
        - Eschiva
        - Melisende
        - Marie

    - Markéta ∞ 1. Hugo ze Saint-Omer, 2. Walter z Cesareje
    - Filip z Ibelinu (1180–1227) ∞ Alice z Montbéliardu
      - Jan z Ibelinu (1215–1266) ∞ Marie Barbaronská
        - Jakub (asi 1240–1276) ∞ Marie z Montbéliardu
        - Filip († po 1263)
        - Vít (asi 1250–1304) ∞ Marie z Naumachie
          - Filip z Ibelinu († 1316)
            - Hugo z Ibelinu († 1335)

          - Hugo z Ibelinu († asi 1349) ∞ 1320 Isabela z Ibelinu († po 1342)
            - Balian z Ibelinu († asi 1352)
            - Vít z Ibelinu († asi 1363) ∞ neznámá
              - Balian z Ibelinu ∞ 1352 Markéta z Ibelinu
                - Jan z Ibelinu († asi 1375)
                - Marie z Ibelinu ∞ asi 1358 Reinier Le Petit

          - Balian z Ibelinu (* 1302) ∞ 1. 1322 Jeannette z Montfortu († 1325) 2. 1325 Margaret du Four
          - Marie z Ibelinu (* 1294, † před 1318) ∞ 1307/10 Hugo IV. Kyperský
          - Jan († 1315/1316, Kyrenia)

        - Jan († po 1263)
        - Hethum
        - Ošin
        - Markéta (asi 1245 – po 1317)
        - Isabela (asi 1250 – 1298) ∞ Sempad Servantikarský
        - Marie († 1298) ∞ 1. Vahran z Hamousse, 2. Gregorios Tardif

  - Ermengarda z Ibelinu († 1160/1167)
  - Štěpánka z Ibelinu († po 1167)